# Crítica de la razón práctica
La Crítica de la razón práctica (Kritik der praktischen Vernunft, abreviado en alemán como KpV) es la segunda de las tres «Críticas» de Immanuel Kant, publicada por primera vez en 1788. Trata sobre su filosofía moral, y continúa en la línea de la Crítica de la razón pura. Si bien Kant había ya publicado una obra significativa sobre filosofía moral, la Fundamentación para una metafísica de las costumbres en 1785, la Crítica de la razón práctica tenía el propósito tanto de abarcar un ámbito más amplio como de colocar sus perspectivas éticas dentro del marco más amplio de su sistema de filosofía crítica.
La segunda Crítica ejerció una enorme influencia en el desarrollo posterior del campo de la ética y la filosofía moral, empezando con la Doctrina de la ciencia de Johann Gottlieb Fichte y convirtiéndose durante el siglo XX en el principal referente para la filosofía moral deontológica.

## Esquema de la obra
Valiéndose en parte la estructura de la Crítica de la razón pura, si bien con algunas diferencias, Kant divide la obra de la siguiente manera:
- Parte I: «Doctrina de los elementos de la razón pura práctica».

- «Analítica de la razón pura práctica»
- «Dialéctica de la razón pura práctica»

- Parte II: «Doctrina del método de la razón pura práctica».

## Introducción
Se reproducen aquí las primeras frases de la introducción a la obra, con la numeración de páginas según las ediciones científicas de la misma:

El uso teórico de la razón se ocupaba de objetos de la mera facultad de conocer, y una crítica de la razón, en lo que toca a ese uso, se refería propiamente sólo a la facultad pura del conocimiento, porque esta facultad despertaba sospechas, que luego también se confirmaron, de que se perdía fácilmente, más allá de sus límites, en inaccesibles objetos o hasta en conceptos contradictorios entre sí.
KpV 29

## Ética kantiana
La ética kantiana está contenida en lo que se ha denominado como sus tres obras éticas: Fundamentación de la metafísica de las costumbres, Crítica de la razón práctica y Metafísica de las costumbres. Kant se caracterizó por la búsqueda de una ética o principios con el carácter de universalidad que posee la ciencia. Para la consecución de dichos principios Kant separó las éticas en dos clases primarias: éticas empíricas (todas las anteriores a él) y éticas formales (la ética suya). Este nuevo planteamiento acerca de la ética hace de Kant el padre de la filosofía moderna.
La razón teórica formula juicios frente a la razón práctica que formula imperativos. Estos serán los pilares en los que se fundamenta la ética formal kantiana. La ética debe ser universal y, por tanto, vacía de contenido empírico, pues de la experiencia no se puede extraer conocimiento universal. Debe, además, ser a priori, es decir, anterior a la experiencia y autónoma, esto es, que la ley le viene dada desde dentro del propio individuo y no desde fuera. Los imperativos de esta ley deben ser categóricos y no hipotéticos, que son del tipo «Si quieres A, haz B».
En contraposición a la ética de Kant se encuentra la ética de Tomás de Aquino.
El imperativo categórico tiene tres formulaciones:
- «Obra sólo según una máxima tal, que puedas querer al mismo tiempo que se torne en ley universal».
- «Obra de tal modo que trates a la humanidad, tanto en tu persona como en la de cualquier otro, siempre como un fin y nunca solamente como un medio».
- «Obra como si por medio de tus máximas fueras siempre un miembro legislador en un reino universal de los fines».

Kant sintetiza su pensamiento, y en general «el campo de la filosofía en sentido cosmopolita», en tres preguntas: «¿Qué debo hacer?, ¿Qué puedo saber?, ¿Qué me está permitido esperar?», que pueden resumirse en una sola: «¿Qué es el hombre?»20 A la primera interrogante trata de dar respuesta la moral. A la segunda, el análisis de la Crítica de la razón pura en torno de las posibilidades y límites del conocimiento humano. A la tercera trata de responder la religión.
Kant concluye su estudio epistemológico haciendo especial hincapié en la importancia del deber, que es donde reside la virtud de toda acción. Al hacer coincidir la máxima de cualquier acción con la ley práctica, el ser humano habrá encontrado el principio objetivo y universal del obrar.

## Traducciones
- Crítica de la razón práctica (Kritik der praktischen Vernunft) (1788). Trad. de E. Miñana y Manuel García Morente, Madrid, Espasa-Calpe, 1981 (2ª edic.), ISBN 84-239-1589-1. Trad. de Roberto R. Aramayo, Madrid, Alianza, 2000, ISBN 84-206-3543-X.

- Datos: Q870851
- Textos: Crítica de la razón práctica